# バッターリア・テルメ
バッターリア・テルメ（伊: Battaglia Terme）は、イタリア共和国ヴェネト州パドヴァ県にある、人口約3,800人の基礎自治体（コムーネ）。

## 地理

### 位置・広がり
パドヴァ県中部のコムーネ。県都パドヴァから南南西へ15km、ロヴィーゴから北へ25km、キオッジャから西北西へ40km、州都ヴェネツィアから西南西へ45kmの距離にある。

#### 隣接コムーネ
隣接するコムーネは以下の通り。
- ドゥエ・カッラーレ
- ガルツィニャーノ・テルメ
- モンセーリチェ
- モンテグロット・テルメ
- ペルヌーミア

### 気候分類・地震分類
気候分類では、zona E, 2344 GGに分類される。
また、イタリアの地震リスク階級 (it) では、zona 3 (sismicità bassa) に分類される。

## 姉妹都市
- Tuttlingen、ドイツ 1953年